# Équipe d'Israël féminine de basket-ball
Maillots
L’équipe d'Israël de basket-ball est la sélection des meilleures joueuses israéliennes de basket-ball. Elle est placée sous l'égide de la Fédération d'Israël de basket-ball (en hébreu : איגוד הכדורסל בישראל).

## Parcours en compétitions internationales
L'équipe d'Israël ne parvient pas à se qualifier pour la moindre édition des Jeux olympiques ou des Championnats du monde.
Son parcours en Championnat d'Europe est :
- 1950 : 11e
- 1991 : 8e
- 2003 : 12e
- 2007 : 13e
- 2009 : 13e
- 2011 : 15e
- 2013 : Non qualifiée
- 2015 : Non qualifiée
- 2017 : Non qualifiée
- 2019 : Non qualifiée
- 2021 : Non qualifiée
- 2023 : 16e

## Effectif 2016
| Numéro | Joueur             | Poste | Naissance          | Taille | Club(s) 2015-2016   |
| ------ | ------------------ | ----- | ------------------ | ------ | ------------------- |
| 1      | Bar Galinsky       | ?     | 7 mars 1992        | 1,85 m | ?                   |
| 1      | Ortal Oren         | PG    | 20 février 1984    | 1,75 m | ?                   |
| 3      | Tal Lev            | SF    | 4 septembre 1997   | 1,80 m | ?                   |
| 4      | Katia Levitsky     | PF    | 2 novembre 1985    | 1,90 m | ?                   |
| 5      | Rony Ben-Nun       | SG    | 1er septembre 1989 | 1,72 m | ?                   |
| 6      | Ekaterina Abramzon | F     | 1er juillet 1987   | 1,85 m | ?                   |
| 7      | Alysha Clark       | F     | 7 juillet 1987     | 1,80 m | Maccabi Bnot Ashdod |
| 8      | Shay Doron         | G     | 1er avril 1985     | 1,75 m | Maccabi Bnot Ashdod |
| 9      | Shiran Zairy       | PG    | 18 janvier 1986    | 1,66 m | ?                   |
| 10     | Naama Shafir       | PG    | 28 février 1990    | 1,70 m | ?                   |
| 11     | Nomi Kolodny       | PG    | 5 mars 1982        | 1,71 m | ?                   |
| 12     | Nofar Shalom       | F     | 4 août 1988        | 1,77 m | ?                   |
| 14     | Liad Suez Karni    | PF-C  | 21 avril 1981      | 1,88 m | ?                   |
| 20     | Ofir Banet         | PG    | 1er juin 1996      | 1,68 m | ?                   |

Entraîneur :  Adan Inbar

## Effectif 2014
| Numéro | Joueur             | Poste | Naissance          | Taille | Club(s) 2013-2014     |
| ------ | ------------------ | ----- | ------------------ | ------ | --------------------- |
| 4      | Katia Levitsky     | PF    | 2 novembre 1985    | 1,90 m | ?                     |
| 6      | Liad Suez Karni    | PF    | 21 avril 1981      | 1,87 m | ?                     |
| 7      | Liron Cohen        | G     | 5 août 1982        | 1,73 m | Istanbul Universitesi |
| 8      | Shay Doron         | G     | 1er avril 1985     | 1,75 m | Dynamo Koursk         |
| 9      | Shiran Zairy       | PG    | 18 janvier 1986    | 1,66 m | Elitzur Ramla         |
| 10     | Michal Epstein     | F     | 5 mars 1981        | 1,80 m |                       |
| 11     | Nomi Kolodny       | PG    | 5 mars 1982        | 1,71 m |                       |
| 12     | Naama Shafir       | PG    | 28 février 1990    | 1,70 m | ?                     |
| 13     | Danielle Diamant   | C     | 8 avril 1991       | 1,96 m | Seat-Szese Győr       |
| 14     | Meirav Dori        | SG    | 25 mai 1986        | 1,78 m | ?                     |
| 15     | Jennifer Fleischer | C     | 17 février 1984    | 1,93 m | ?                     |
| 22     | Rony Ben Nun       | G     | 1er septembre 1992 | 1,73 m | ?                     |

Entraîneur :  Adan Inbar

## Effectif 2011
| Numéro | Joueur             | Poste | Naissance        | Taille | Club(s) 2011            |
| ------ | ------------------ | ----- | ---------------- | ------ | ----------------------- |
| 4      | Liad Suez Karni    | PF    | 21 avril 1981    | 1,87 m | Elitzur Maccabi Netanya |
| 5      | Meirav Dori        | SG    | 25 mai 1986      | 1,78 m | A.S. Ramat-Hasharon     |
| 6      | Noa Ganor          | SG    | 6 avril 1986     | 1,72 m |                         |
| 7      | Liron Cohen        | G     | 5 août 1982      | 1,73 m | Famila Schio            |
| 8      | Shay Doron         | G     | 1er avril 1985   | 1,75 m | Elitzur Ramla           |
| 9      | Shiran Zairy       | PG    | 18 janvier 1986  | 1,66 m | Elitzur Ramla           |
| 10     | Laine Selwyn       | PG    | 16 mai 1981      | 1,72 m | Elitzur Ramla           |
| 12     | Michal Epstein     | F     | 5 mars 1981      | 1,80 m |                         |
| 13     | Ekaterina Abramzon | F     | 1er juillet 1987 | 1,85 m | A.S. Ramat-Hasharon     |
| 14     | Katia Levitsky     | PF    | 2 novembre 1985  | 1,90 m | Maccabi Bnot Ashdod     |
| 14     | Meirav Dori        | SG    | 25 mai 1986      | 1,78 m | A.S. Ramat-Hasharon     |
| 15     | Jennifer Fleischer | C     | 17 février 1984  | 1,93 m | Challes-les-Eaux        |
| 35     | Naama Shafir       | PG    | 28 février 1990  | 1,70 m | Toledo (NCAA)           |

Sélectionneur  :  Eli Rabi
Assistant :  Nathan Tal
Assistant :  Meital Nimrod